# نیلاگاما
نیلاگاما (به لاتین: Nilagama) یک منطقهٔ مسکونی در سری‌لانکا است که در استان مرکزی (سری‌لانکا) واقع شده‌است.